# Murga d'orella (grup de bolets)

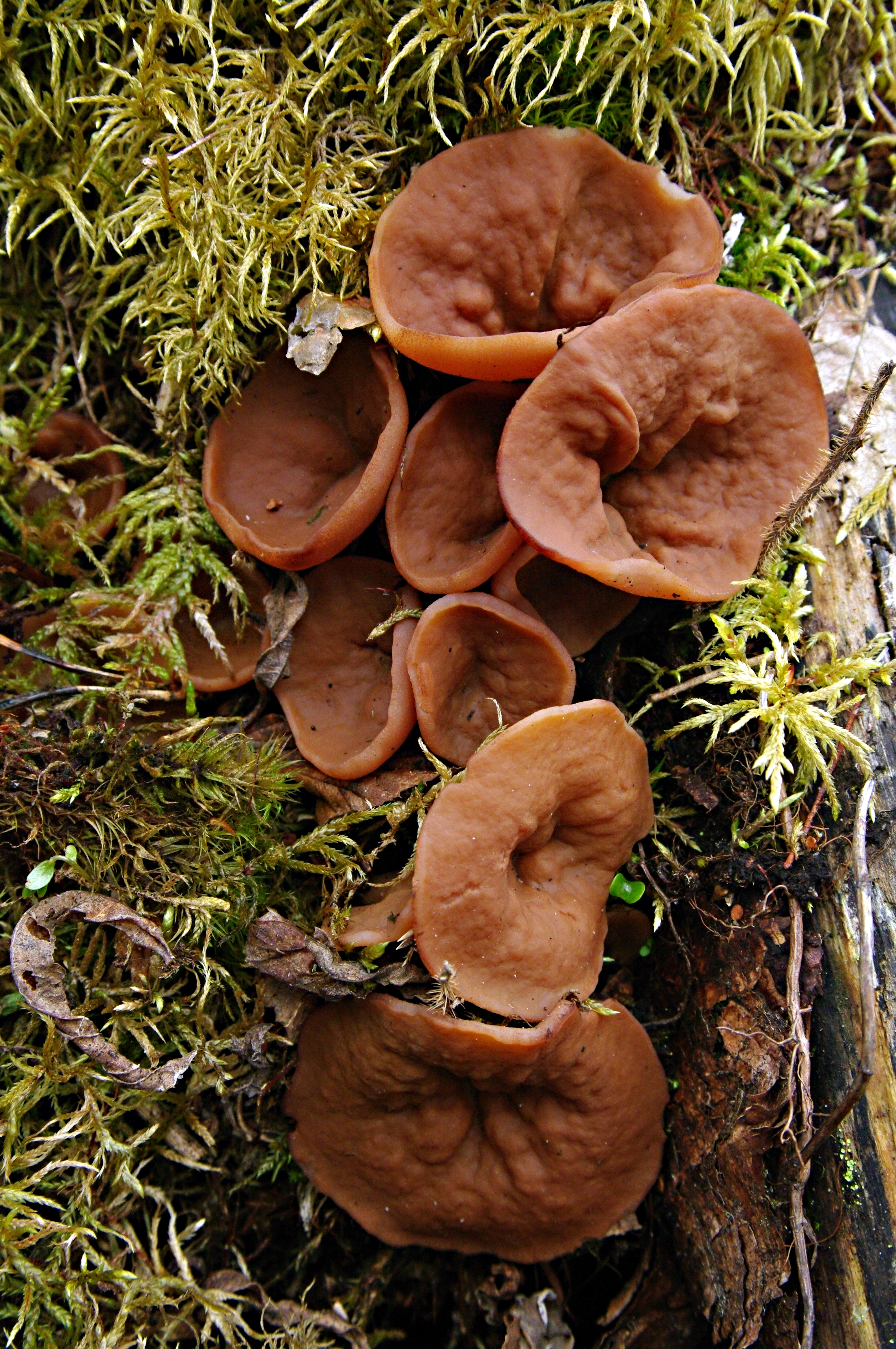
Murga d’orella (Discina ancilis)

Les murgues d'orella, també anomenades múrgoles d'orella, constitueixen un grup reduït de bolets que pertanyen a l'ordre dels pezizals.

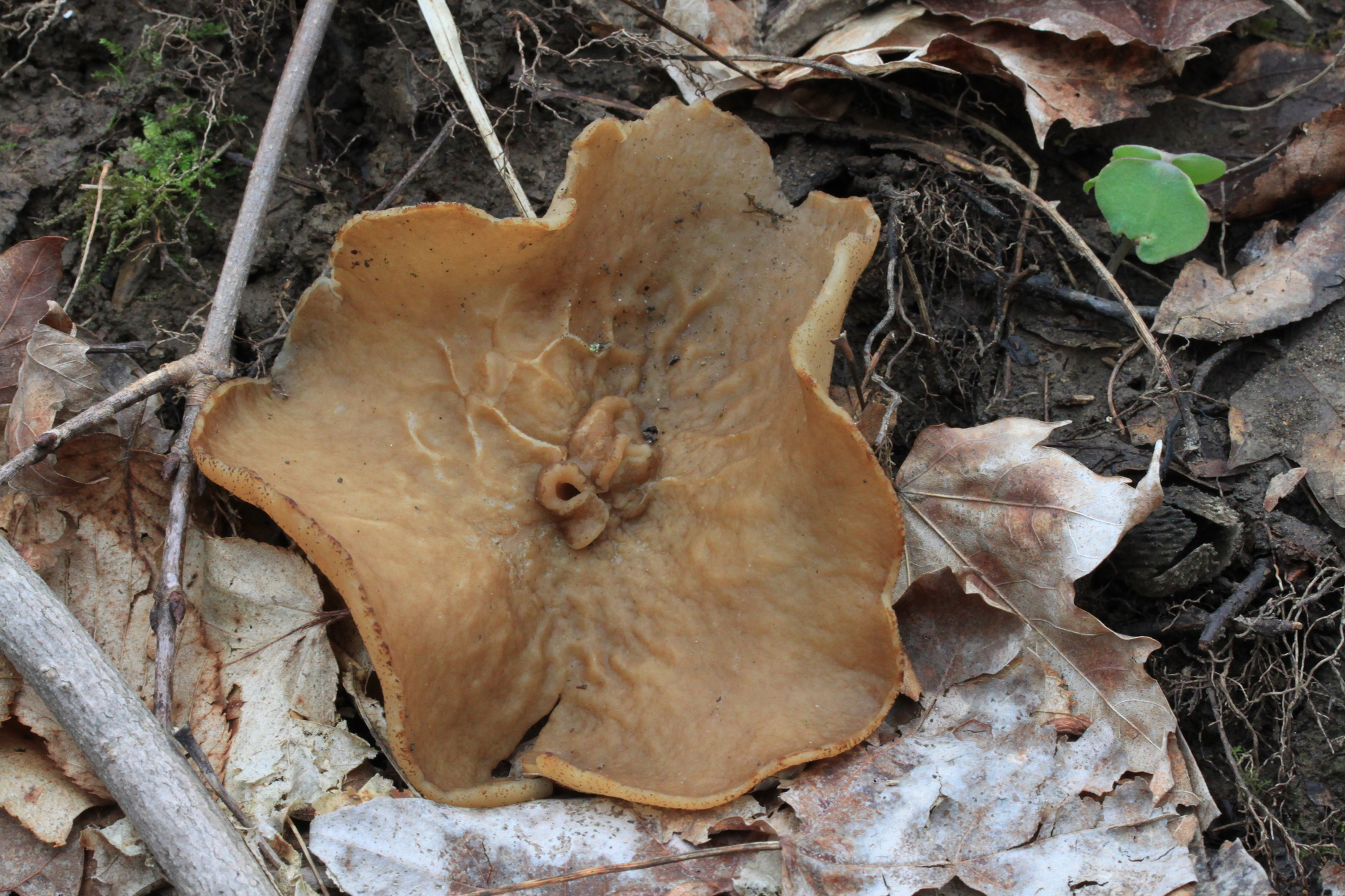
Orella de porc (Disciotis venosa)

Són bolets que neixen en forma de cassoleta però ben aviat s’estenen i aplanen. Com a caràcter distintiu la cara superior és rugosa, bonyeguda i solcada per plecs que neixen del centre.
Poden aparèixer als mateixos hàbitats i conjuntament amb múrgoles

## Espècies

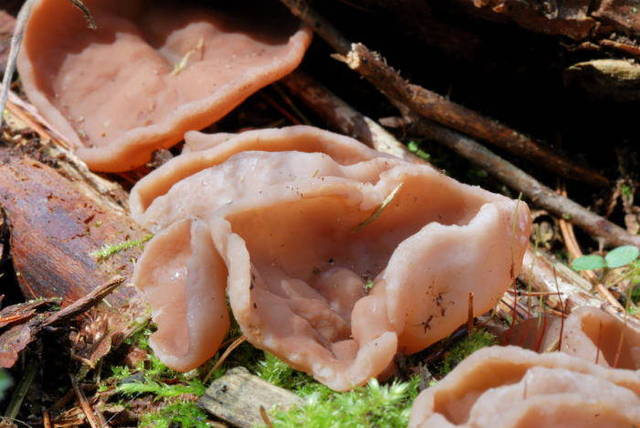
Orella de porc de litoral (Gyromitra leucoxantha)

Les espècies de murgues d'orella més corrents, ordenades per gèneres, són:
- Discina ancilis, murga d’orella
- Discina melaleuca, murga d’orella negra
- Disciotis venosa, orella de porc
- Gyromitra leucoxantha, orella de porc de litoral
- Hydnocystis arenaria, orella de porc de sorres
- Rhizina undulata, orella de porc de vora blanca